# 1972年アメリカ合衆国大統領選挙
1972年アメリカ合衆国大統領選挙（1972ねんアメリカがっしゅうこくだいとうりょうせんきょ、英語: United States presidential election, 1972）は、1972年11月7日に行われたアメリカ合衆国大統領選挙（第47回）。ベトナム戦争と財政問題が争点とされた。
民主党の指名は最終的にリベラル派のジョージ・マクガヴァンが勝ち取り、現職大統領リチャード・ニクソンに対抗して反戦運動を展開したが、メディア報道による支持率低下と、続く副大統領候補トマス・イーグルトンの出馬辞退という不利な条件を背負った。
ニクソンは自分の政策により、ベトナム戦争はすぐにも休戦になると宣言し、マクガヴァンを過激派候補と揶揄した。投票は1972年11月7日に行われ、ニクソンは一般選挙の得票率で23.2％という大差を付け、大統領選挙の歴史の中でも4番目に大きな差で圧勝した。

## 候補者の指名

### 民主党の指名

#### 民主党の大統領指名候補者

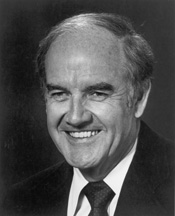
ジョージ・マクガヴァン、サウスダコタ州選出合衆国上院議員
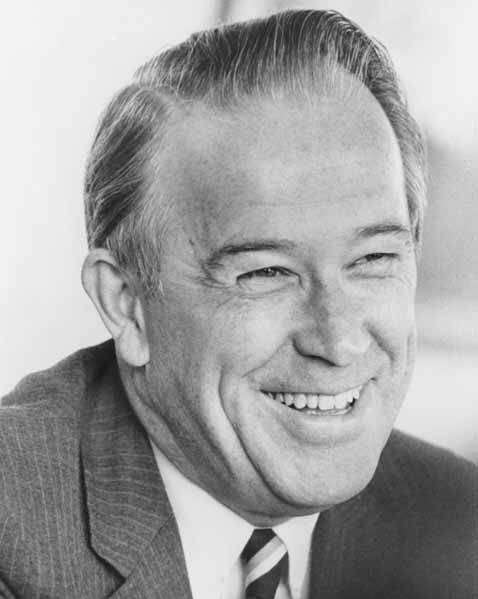
ヘンリー・M・ジャクソン、ワシントン州選出合衆国上院議員
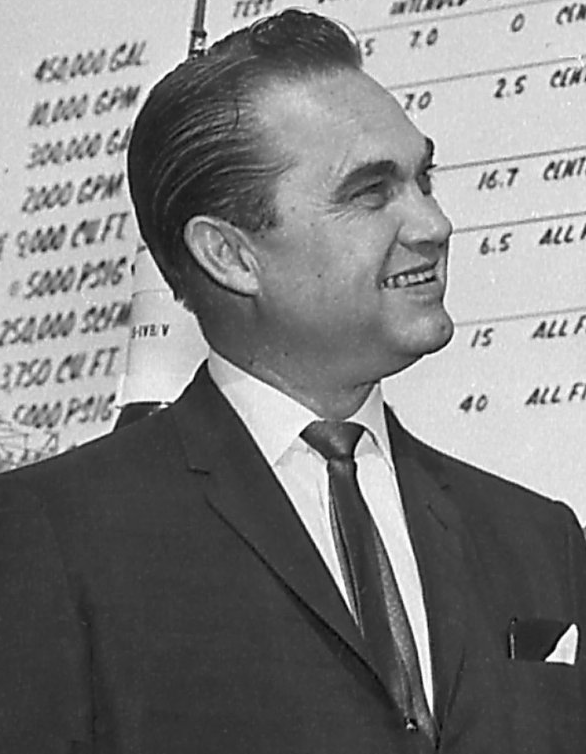
ジョージ・ウォレス、アラバマ州州知事
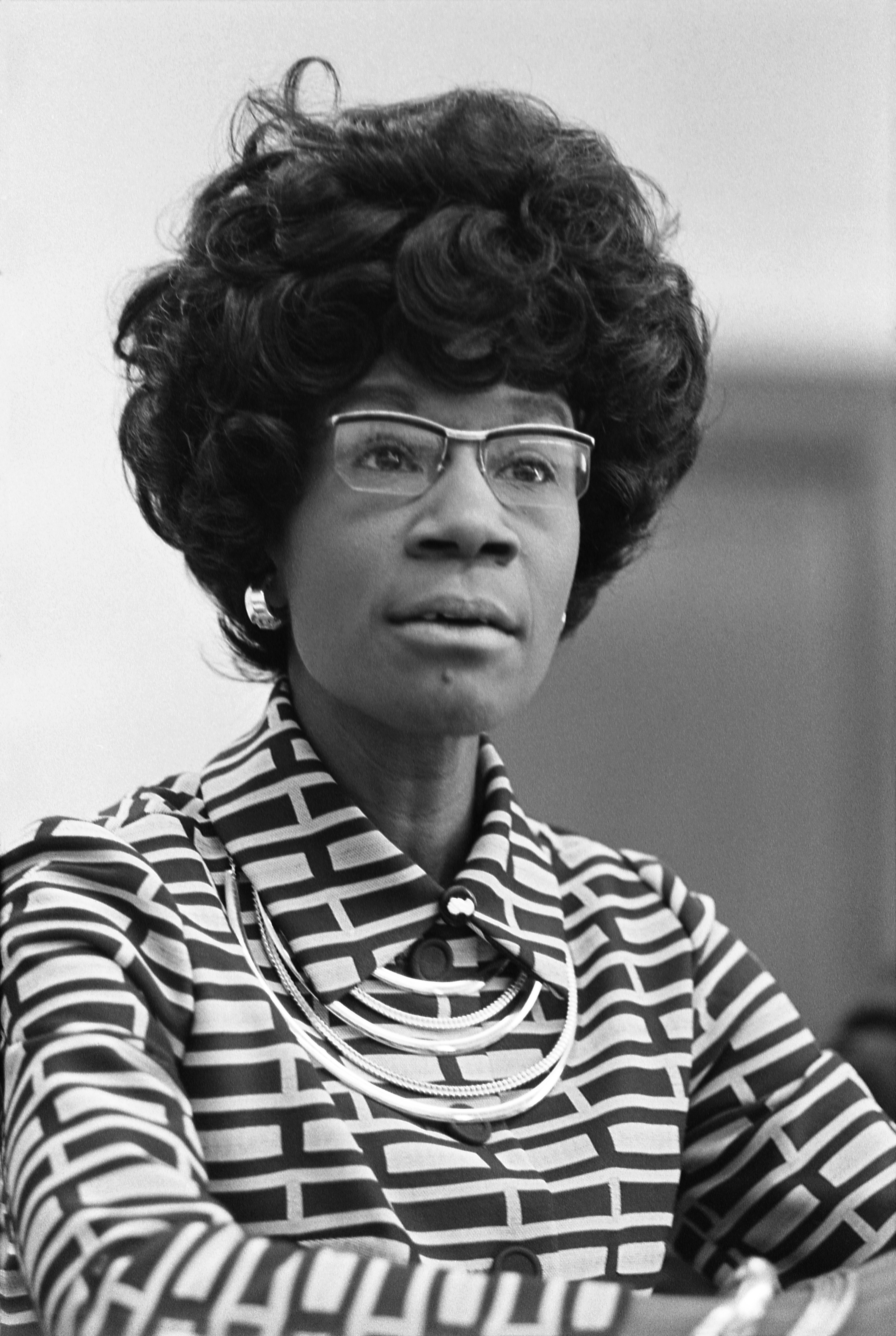
シャーリー・チザム、ニューヨーク州選出合衆国下院議員
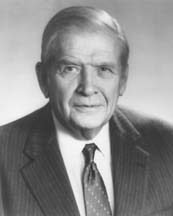
テリー・サンフォード、元ノースカロライナ州州知事
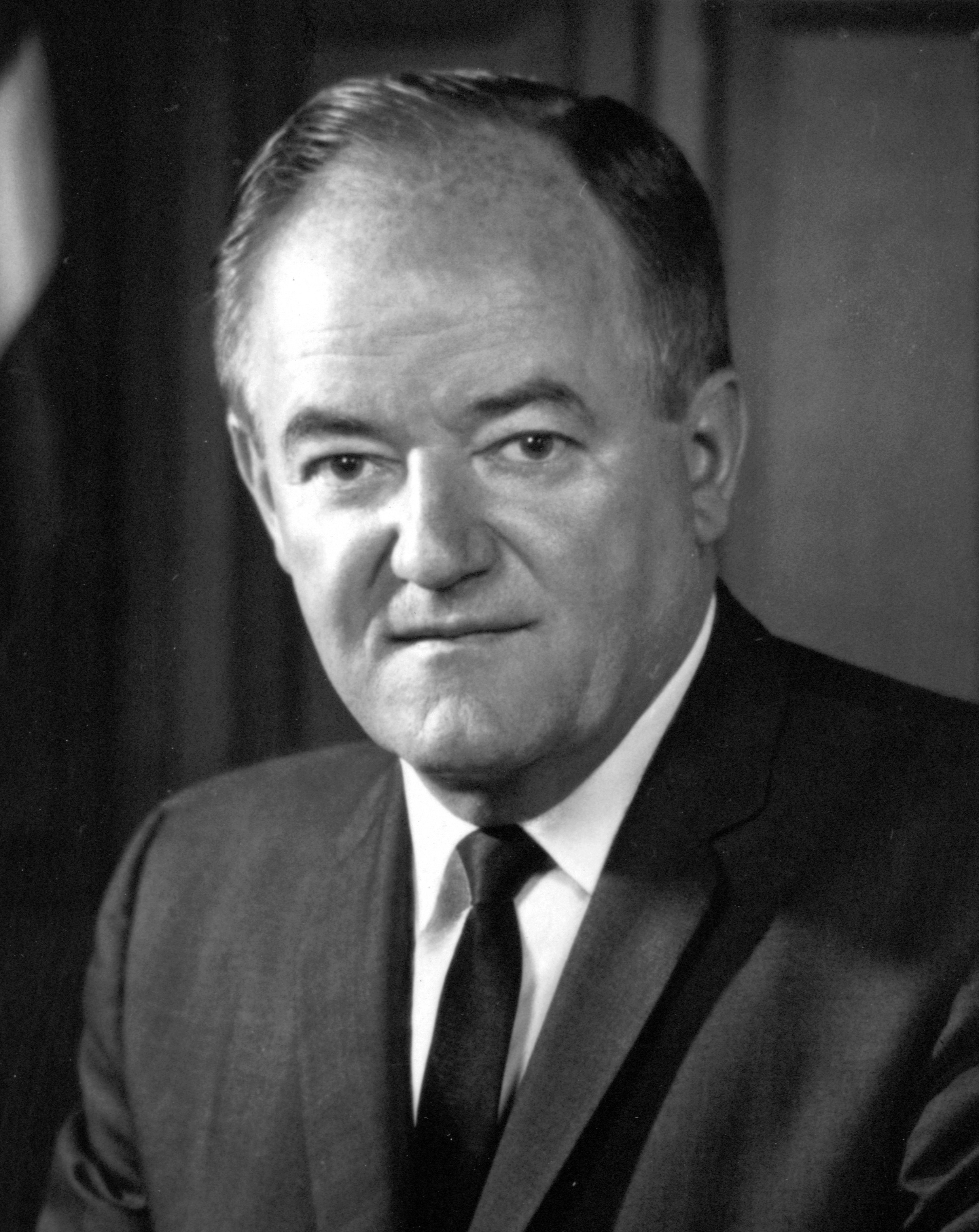
ヒューバート・H・ハンフリー、元副大統領、ミネソタ州出身
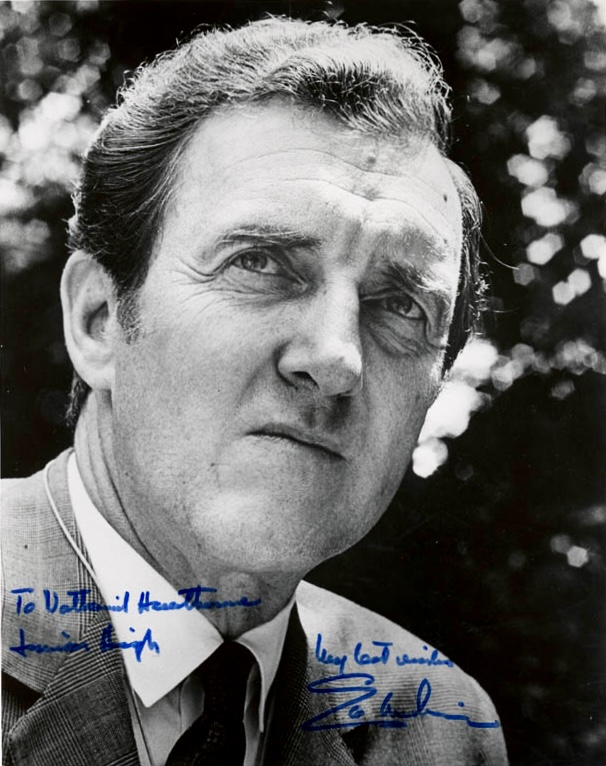
エドマンド・マスキー、メイン州選出合衆国上院議員

民主党予備選挙で州の得票首位となった候補
ヒューバート・H・ハンフリー
ジョージ・マクガヴァン
ジョージ・ウォレス
エドマンド・マスキー
ヘンリー・M・ジャクソン
シャーリー・チザム
ウィルバー・ミルズ
予備選無し

民主党予備選挙における勝者総取り制の州で勝利した候補
マクガヴァン
ウォレス
ハンフリー
マスキー
チザム

上院院内幹事テッド・ケネディが1972年の指名を得る有力候補とされていたが、その望みは1969年7月に起きた「チャパキディック事件」で頓挫した。ケネディは候補者にならなかった。
民主党主流派のお気に入りは、1968年の大統領選挙で民主党の副大統領候補となり自身その義務を果たした中道派、エド・マスキーだった。ニューハンプシャー州予備選挙で、マスキーはカナダ人の手紙に関するクレームに対して自身とその妻ジェーンを弁護する演説を行った。新聞はマスキーがこの演説の時に泣いていたと報道し、このことがマスキーには予備選挙で予想以上に悪く働いたように思われ、一方マクガヴァンが驚くべき僅差で2位に入った。マクガヴァンはこの時気運に乗っており、その選挙対策マネジャーであるゲーリー・ハートがうまく統制していた。
アラバマ州州知事ジョージ・ウォレスはアウトサイダーのイメージがあり、南部でも（フロリダ州予備選挙では全郡を制した）また北部でも阻害され不満を抱く有権者に浸透した。強力な選挙運動になると思われたものが短命になった。ウォレスは選挙運動中にアーサー・ブレマーによる暗殺未遂で撃たれ麻痺が残った。暗殺未遂の翌日にウォレスはミシガン州とメリーランド州予備選挙で勝利したが、麻痺を残した狙撃事件のためにその選挙運動は実質的に終わった。
最終的に体制派の反対があったものの、マクガヴァンは草の根支持を通じて予備選挙を勝ち抜くことで候補者指名を獲得した。マクガヴァンは1968年の騒々しく混乱した指名争いと党大会の後で、民主党の指名の仕組みを再構築する委員会を率いてきた。マクガヴァン委員会の基本的原則は、民主党予備選挙が民主党指名候補の中で勝者を決めるべきということであり、これがその後の全ての指名争いでも継承されることになった。しかし、新しい規則はその影響力が制限される多くの著名民主党員や、マクガヴァンの選挙運動を支持することを拒んだ政治家達（ニクソンを支持する者すらいた）を怒らせ、マクガヴァンの選挙運動はニクソンに比べて資金面で著しく不利な状況に置かれた。ミュージシャンのサイモン&ガーファンクルやロック・バンドのシカゴは、マクガヴァンを熱烈に支持した。

#### 予備選挙の結果[2]
| 候補                          | 得票数    | 得票率(%) | 総取り制州での勝利 |
| ----------------------------- | --------- | --------- | ------------------ |
| ヒューバート・H・ハンフリー   | 4,121,372 | 25.77     | 5                  |
| ジョージ・マクガヴァン        | 4,053,451 | 25.34     | 15                 |
| ジョージ・ウォレス            | 3,755,424 | 23.48     | 6                  |
| エドマンド・マスキー          | 1,840,217 | 11.51     | 4                  |
| ユージーン・マッカーシー      | 553,990   | 3.46      | 0                  |
| ヘンリー・M・ジャクソン       | 505,198   | 3.16      | 0                  |
| シャーリー・チザム            | 430,703   | 2.69      | 1                  |
| テリー・サンフォード          | 331,415   | 2.07      | 0                  |
| ジョン・リンゼイ              | 196,406   | 1.23      | 0                  |
| サミュエル・ヨーティ          | 79,446    | 0.50      | 0                  |
| ウィルバー・ミルズ            | 37,401    | 0.23      | 0                  |
| ウォルター・E・フォーントロイ | 21,217    | 0.13      | 0                  |
| 非拘束代議員                  | 19,533    | 0.12      | 0                  |
| エドワード・ケネディ          | 16,693    | 0.10      | 0                  |
| バンス・ハルトケ              | 11,798    | 0.07      | 0                  |
| パッツイー・ミンク            | 8,286     | 0.05      | 0                  |
| 該当無し                      | 6,269     | 0.04      | -                  |

リチャード・ニクソン大統領も追記投票で1,091票 (0.01%)を得た。

#### 著名な後援者
ヒューバート・H・ハンフリー
- ジャック・センセンブレナー、オハイオ州コロンバス市長[3]

ジョージ・マクガヴァン
- フランク・チャーチ、アイダホ州選出合衆国上院議員[2]
- ジョン・V・タニー、カリフォルニア州選出合衆国上院議員[2]

ジョージ・ウォレス
- レスター・マドックス、元ジョージア州知事[2]

エドマンド・マスキー
- W・アヴェレル・ハリマン、元ニューヨーク州知事および合衆国商務長官[2]
- ハロルド・ヒューズ、アイオワ州選出合衆国上院議員[2]
- バーチ・バイ、インディアナ州選出合衆国上院議員[2]
- アドレー・スティーブンソン、イリノイ州選出合衆国上院議員[4]
- マイク・グラベル、アラスカ州選出合衆国上院議員[5]
- スティーブン・M・ヤング、元オハイオ州選出合衆国上院議員[6]
- ミルトン・シャップ、ペンシルベニア州知事[2]
- マイケル・ディサール、元オハイオ州知事[6]
- ガートルード・W・ドナヒー、オハイオ州財務官[7]
- ジョン・グレン、宇宙飛行士、オハイオ州出身[7]

シャーリー・チザム
- ロン・デラムズ、カリフォルニア州選出合衆国下院議員[2]
- ジェシー・ジャクソン、牧師、イリノイ州出身[2]

テリー・サンフォード
- リンドン・ジョンソン、元大統領、テキサス州出身

ヘンリー・M・ジャクソン
- ジミー・カーター、ジョージア州知事[8]

#### 出馬しなかった潜在的候補者

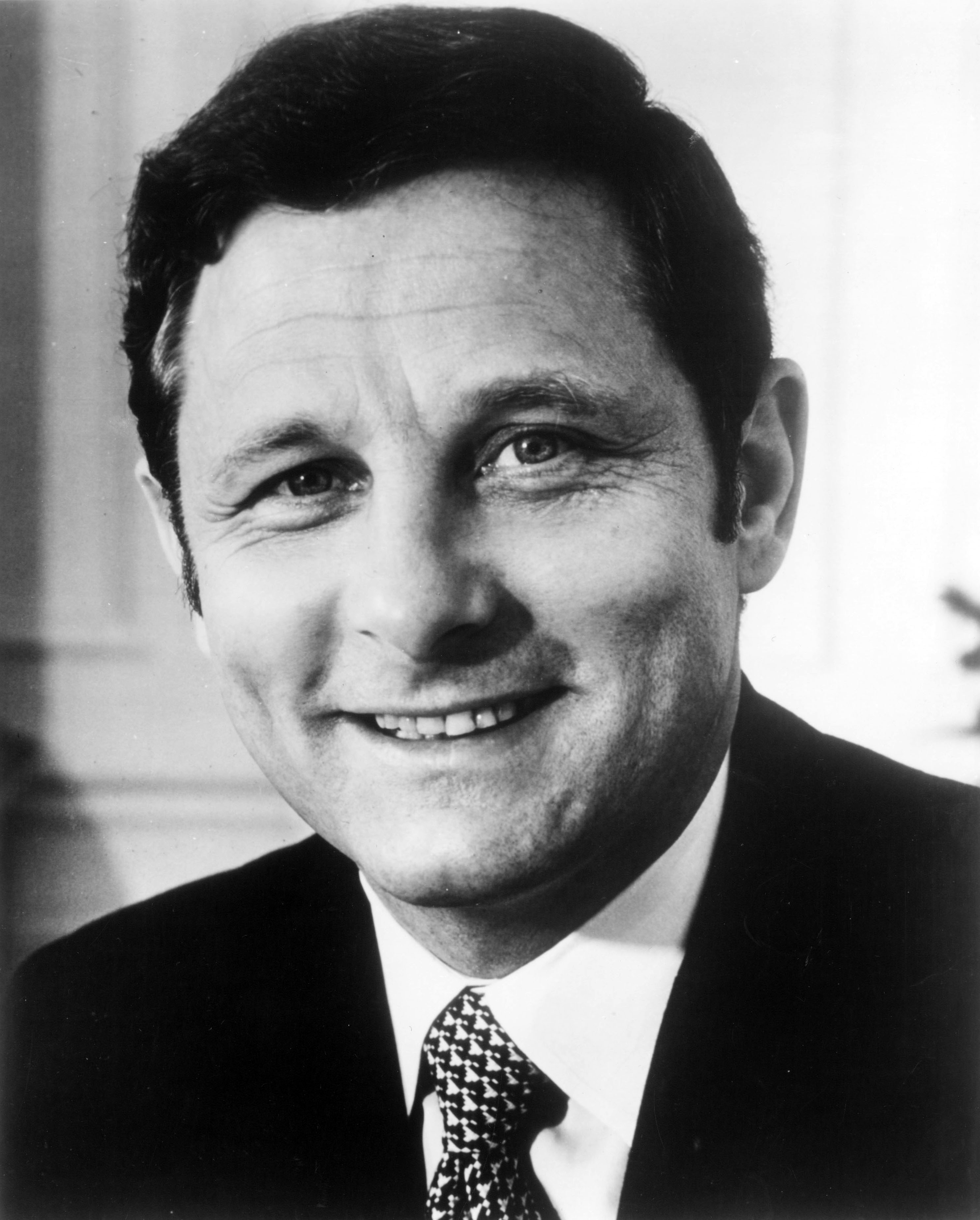
バーチ・バイ（英語版）、インディアナ州選出合衆国上院議員
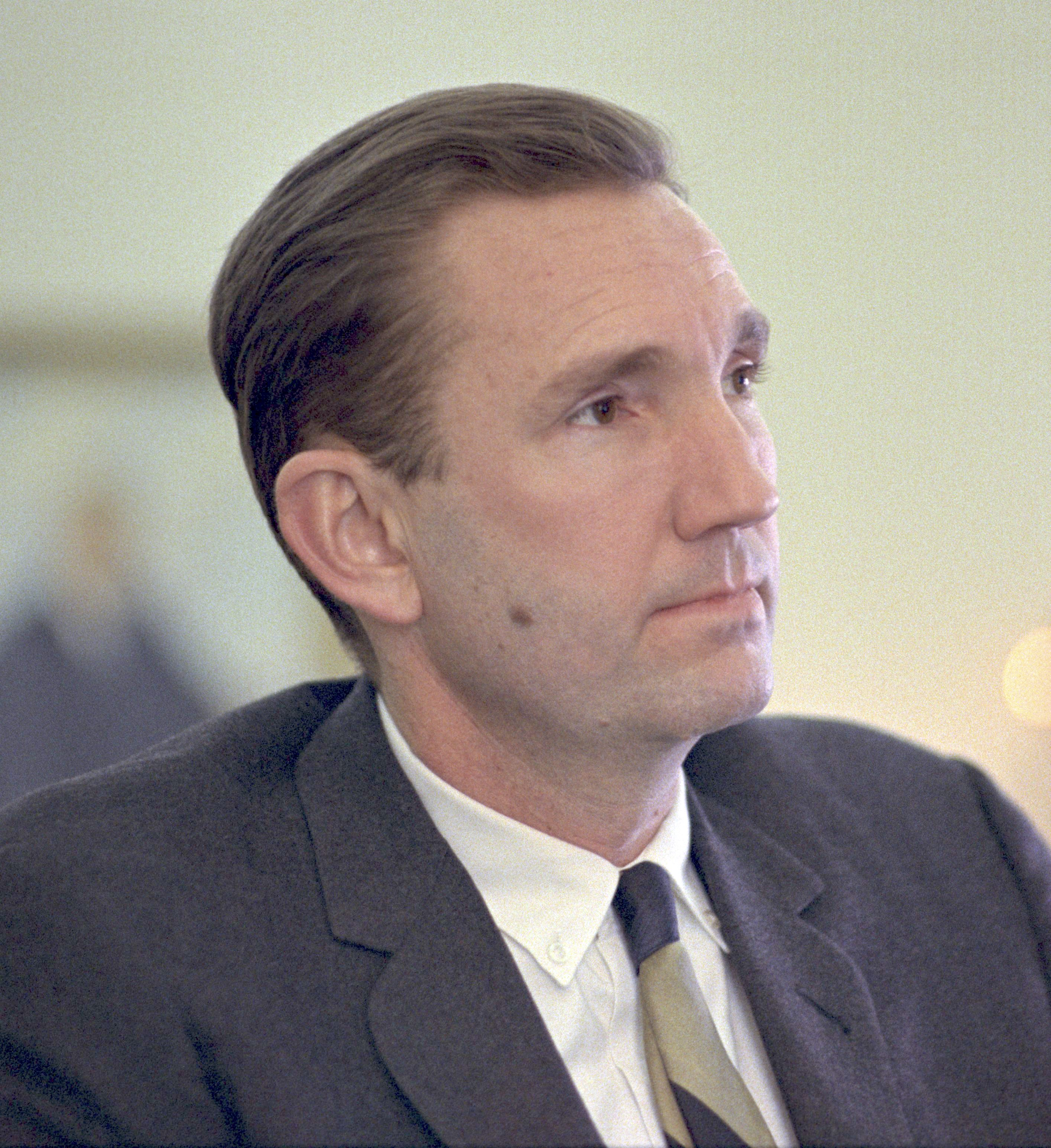
ラムゼイ・クラーク、元アメリカ合衆国司法長官、オハイオ州出身
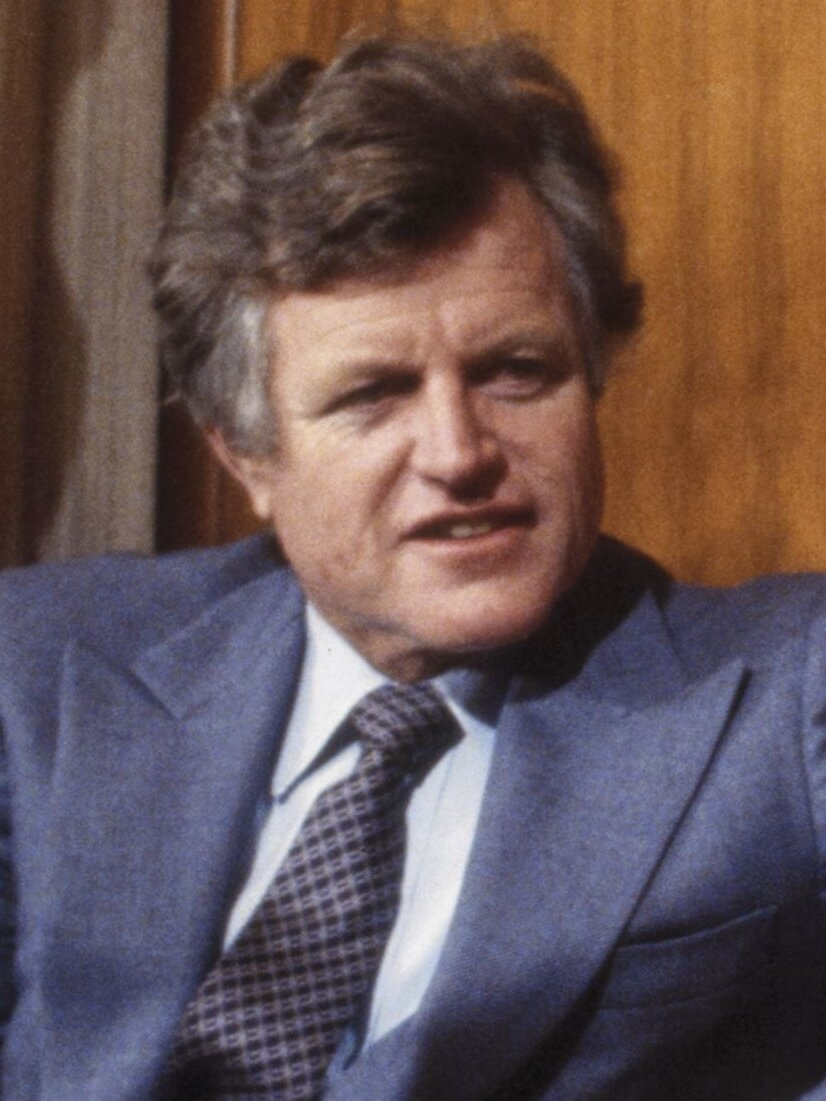
エドワード・ケネディ、マサチューセッツ州選出合衆国上院議員
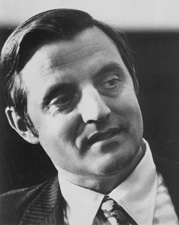
ウォルター・モンデール、ミネソタ州選出合衆国上院議員

- ハロルド・ヒューズ、アイオワ州選出合衆国上院議員、元アイオワ州知事
- ウェイン・ヘイズ、オハイオ州選出合衆国下院議員
- ウィリアム・プロキシミア、ウィスコンシン州選出合衆国上院議員
- ラルフ・ヤーボロー、元テキサス州選出合衆国上院議員

#### 1972年民主党全国大会
大統領候補指名投票の結果
- - ジョージ・マクガヴァン 1864.95
  - ヘンリー・M・ジャクソン  525
  - ジョージ・ウォレス    381.7
  - シャーリー・チザム 151.95
  - テリー・サンフォード 77.5
  - ヒューバート・H・ハンフリー  66.7
  - ウィルバー・ミルズ 33.8
  - エドマンド・マスキー    24.3
  - エドワード・ケネディ 12.7
  - サミュエル・ヨーティ  10
  - ウェイン・ヘイズ 5
  - ジョン・リンゼイ 5
  - フレッド・ハリス 2
  - ユージーン・マッカーシー  2
  - ウォルター・モンデール 2
  - ラムゼー・クラーク、ウォルター・E・フォーントロイ、バンス・ハルトケ、ハロルド・ヒューズおよびパッツイー・ミンク  各1

#### 潜在的副大統領候補者
- リューバン・アスキュー、フロリダ州知事
- フランク・チャーチ、アイダホ州選出合衆国上院議員
- ジョン・ギリガン、オハイオ州知事
- ヒューバート・H・ハンフリー、元副大統領、ミネソタ州出身
- エドワード・ケネディ、マサチューセッツ州選出合衆国上院議員
- パトリック・ルーシー、ウィスコンシン州知事
- ウィルバー・ミルズ、アーカンソー州選出合衆国下院議員
- ウォルター・モンデール、ミネソタ州選出合衆国上院議員
- エドマンド・マスキー、メイン州選出合衆国上院議員
- ゲイロード・ネルソン、ウィスコンシン州選出合衆国上院議員
- ローレンス・オブライエン、民主党全国委員会議長、マサチューセッツ州出身
- エイブラハム・リビコッフ、コネチカット州選出合衆国上院議員
- ケビン・ホワイト、ボストン市長

#### 副大統領候補指名投票の結果
何百もの代議員が積極的にニクソンを支持するか、1つかその他の理由でマクガヴァンに怒っている状況で、副大統領候補指名投票は混乱し、少なくとも3人の候補者は自分の名前を指名に入れ、投票結果は70人以上の候補者に分散した。
- - トマス・イーグルトン 1742
  - フランシス・ファーレンソルド 405
  - マイク・グラベル 226
  - エンディコット・ピーボディ 108
  - クレイボーン・W・スマザーズ 74
  - バーチ・ベイ 62
  - ピーター・ロディノ 57
  - ジミー・カーター 30
  - シャーリー・チザム 20
  - ムーン・ランドリュー 18.5
  - エドワード・ブリーシット  18
  - エドワード・ケネディ 15
  - フレッド・ハリス 14
  - リチャード・ハッチャー 11
  - ハロルド・ヒューズ 10
  - ジョーゼフ・モントーヤ 9
  - ウィリアム・ガイ、アドレー・スティーブンソン3世 各8
  - ロバート・バーグランド、セザール・シャベス、ウィルバー・ミルズ 各5
  - ウェンデル・アンダーソン、スタンリー・アーノルド、ロナルド・デラムス、ジョン・フーリハン、ロベルト・モンドラゴン 各4
  - リューバン・アスキュー、ハーマン・バディロ、ユージーン・マッカーシー、クレイボーン・ペル、テリー・サンフォード 各3
  - ラムゼー・クラーク、リチャード・デーリー、ジョン・デカルロ、アーネスト・グリューニング、ロジャー・マッド、エドマンド・マスキー、クロード・ペパー、エイブラハム・リビコッフ、パトリック・テイラー 各2
  - ブルーノ・アグノリ、アーネスト・オルブライト、ウィリアム・バーレット、ダニエル・ベリガン、フィリップ・ベリガン、ジュリアン・ボンド、ハーグローブ・ボウルズ、アーチー・バンカー、フィリップ・バートン、ウィリアム・チャッペリ、ロートン・チャイルズ、フランク・チャーチ、レオン・クック、ジョージ・ドーディ、ロバート・ドリナン、ニック・ガリフィアナキス、ジョン・グッドリッチ、マイケル・グリフィン、マーサ・グリフィス、チャールズ・ハミルトン、パトリシア・ハリス、ジェイムズ・ハント、ダニエル・イノウエ、ヘンリー・M・ジャクソン、ロバート・カリス、アラード・ローウェンスタイン、毛沢東、エレノア・マクガヴァン、マーサ・ミッチェル、ラルフ・ネーダー、ジョージ・ノークロス、ジェリー・ルービン、フレッド・シーマン、ジョー・スミス、ベンジャミン・スポック、パトリック・タボラッチ、ジョージ・ウォレス 各1
  - その他 88.49

副大統領候補指名投票は長く掛かったので、マクガヴァンとイーグルトンは朝の3時頃に指名受諾演説をしなければならなかった。
集会が終わって数週間して、イーグルトンはうつ病のために精神科の電気ショック療法を受けており、その情報をマクガヴァンに隠していたことが分かった。マクガヴァンは当初、イーグルトンを“1000%”復帰させると言っていたが、その3日後にはイーグルトンに辞退を求めた。このことが優柔不断と取られ、マクガヴァンの選挙運動にマイナスの影響を与えた。
1週間にわたって6人の著名民主党員が公に副大統領候補指名を拒否した後で、ケネディ家の義兄弟で、元駐フランス大使、貧窮に対する戦争の指導者だったサージェント・シュライバーが最終的に候補指名を受諾した。シュライバーは民主党全国委員会の特別会期で公式に指名された。この時までに世論調査のマクガヴァン支持率は42％から24％に急降下した。
ハンター・S・トンプソンの著書『72年選挙運動の道筋での恐怖と嫌悪』は、民主党の指名を勝ち取ったマクガヴァンの選挙運動を扱っている。

#### 恩赦、妊娠中絶および麻薬

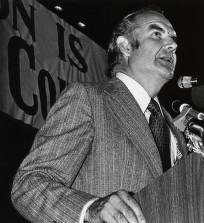
演説するマクガヴァン

1972年4月25日、ジョージ・マクガヴァンがマサチューセッツ州予備選挙に勝利し、ジャーナリストのボブ・ノバークは国中の民主党政治家に電話を入れ、その政治家達はマクガヴァンに投票したブルーカラー労働者達が、本当にマクガヴァンが拠って立っているものを理解していないというノバークの評価に同意した。4月27日、ノバークは名前を伏せた民主党上院議員がマクガヴァンについてノバークに語ったことを論説欄で報告した。「人々はマクガヴァンが恩赦、妊娠中絶および麻薬の合法化に賛成していることを知らない」とその上院議員は言った。「一旦、中部アメリカ、特に中部アメリカのカトリック教徒がこの事実を知れば、彼は死んだも同然だろう」マクガヴァンは「恩赦、妊娠中絶および麻薬」の候補者として知られるようになり、そのラベルが貼られた。
ノバークはこの証言を偽造したと告発された。ノバークはこの批判に反論するために、選挙の後でその上院議員と昼食を摂り、彼を情報源として確認して良いかを尋ねた。その上院議員はその確認が公表されることを認めないと言った。「マクガヴァン支持者達は、彼がそれを言ったと知れば彼を殺すだろう」とノバークは付け足した。
2007年7月15日、ノバークはテレビ番組『Meet the Press』でその匿名の上院議員は”トマス・イーグルトン”だったことを公表した。政治評論家ボブ・シュラムは、もし当時イーグルトンが情報源だということが知られて居れば、彼はマクガヴァンの副大統領候補に選ばれなかっただろうと言っている。「いやはや、彼がその名前を掲載させたらばと思う。そうすれば彼は副大統領候補に指名されることは無かっただろう」とシュラムは言った。「ジョージ・マクガヴァンに起こった2つの事、彼に起こった事の中でも2つのために、彼に貼ったラベルが1番目も2番目もイーグルトン惨事だった。我々は混乱した党大会を開いたが、彼（マクガヴァン）ならば最終的に8州から10州は制して、政治的に生き残れただろうと思う。イーグルトンは空前絶後の大列車事故の一つだった。」。

### 共和党の候補者指名

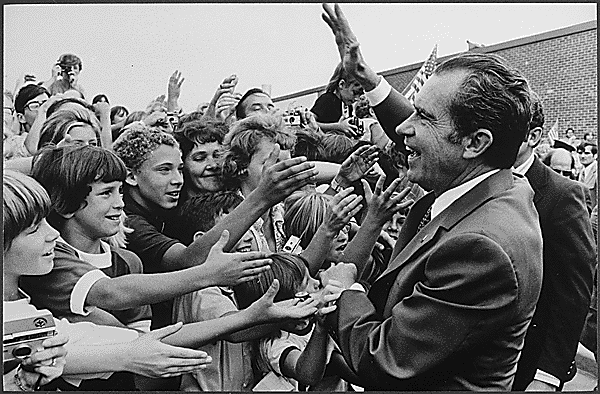
選挙遊説中のニクソン

#### 共和党の大統領指名候補者

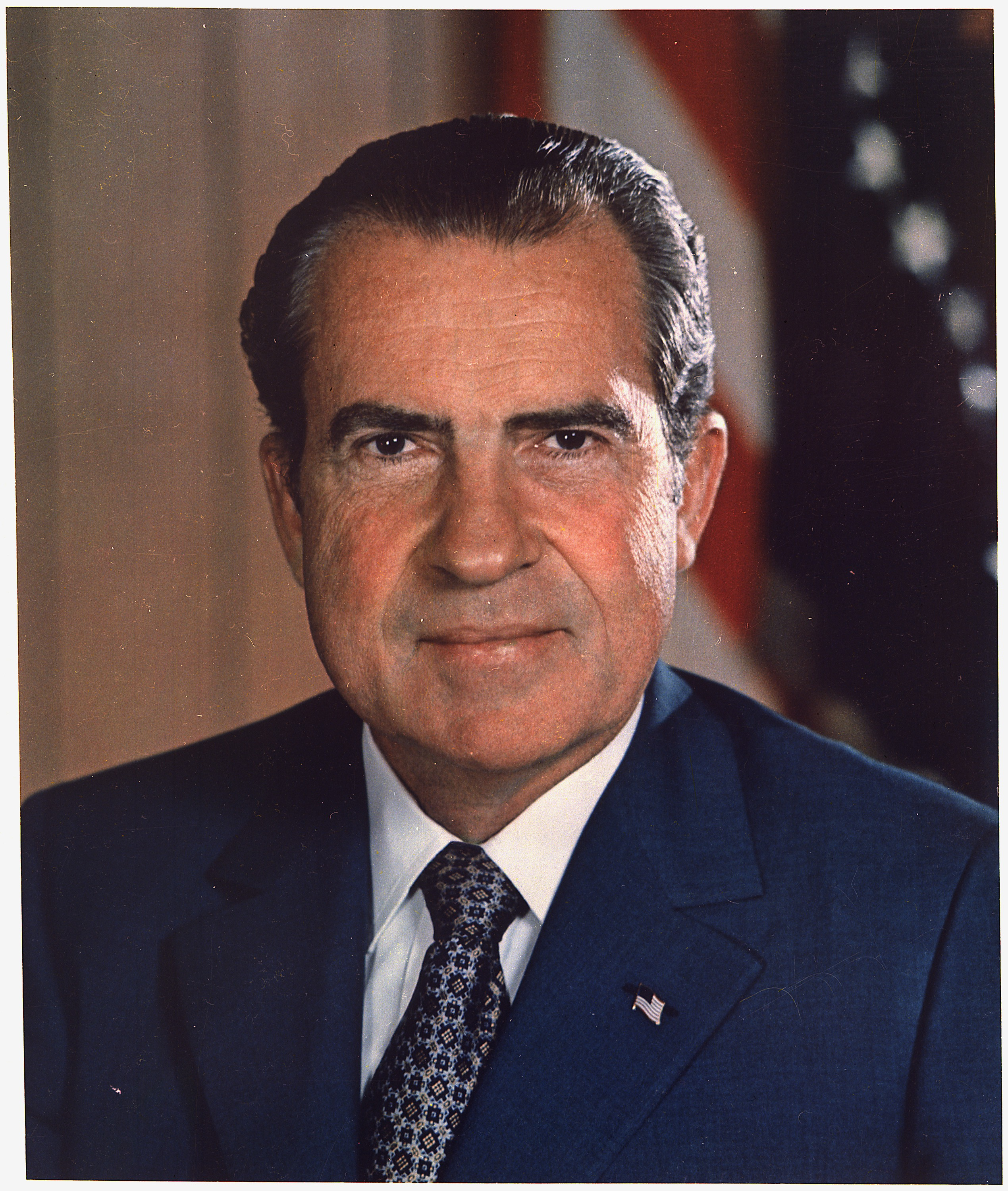
リチャード・ニクソン、現職大統領、カリフォルニア州出身
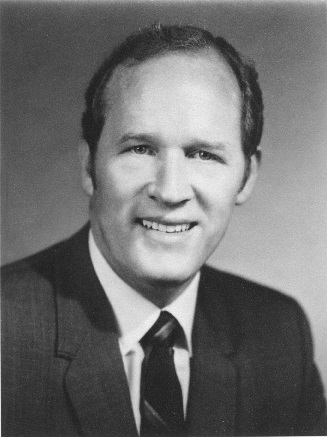
ジョン・アッシュブルック、オハイオ州選出合衆国下院議員
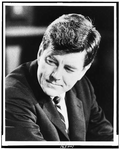
ピート・マクロスキー、カリフォルニア州選出合衆国下院議員

#### 予備選挙
ニクソンは1972年選挙でも、保守的有権者の支持が厚い現職大統領であり、中国とのデタントに成功し、ソビエト連邦との緊張緩和にも取り組んでいるとみられていた。ニクソンは、選挙後に厳しい批判を浴びたウォーターゲート事件の最初の兆しにも、肩をすくめてみせただけだった。
世論調査は、ニクソンが大きなリードを取っていることを示した。2人の弱い候補者、カリフォルニア州出身のリベラル派、ピート・マクロスキーとオハイオ州出身の保守・右派、ジョン・アッシュブルックの挑戦を受けた。マクロスキーは「反戦と反ニクソン」で出馬し、アッシュブルックはニクソンの中華人民共和国とソビエト連邦との緊張緩和政策に反対した。ニューハンプシャー州予備選挙でマクロスキーの平和綱領は投票数の11％を獲得し、対するニクソンは83％、アッシュブルックは6％だった。
ニクソンは共和党全国大会で代議員票1324票のうち1323票を獲得し、マクロスキーはニューメキシコ州の代議員1票を得た。

#### 予備選挙の結果[12]
- リチャード・ニクソン - 5,378,704 (86.92%)
- 非拘束 - 317,048 (5.12%)
- ジョン・アッシュブルック - 311,543 (5.03%)
- ピート・マクロスキー - 132,731 (2.15%)

### 第3党の候補者指名

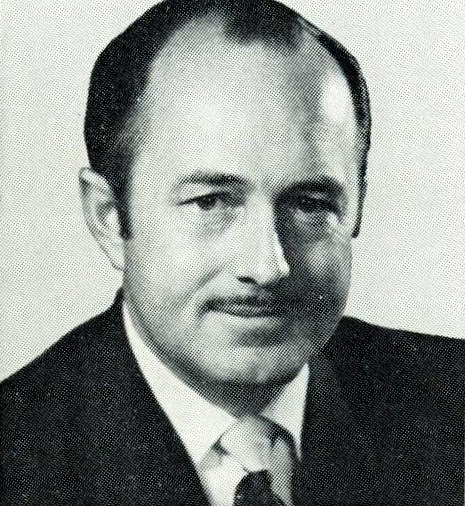
ジョン・G・シュミッツ、カリフォルニア州選出合衆国下院議員(アメリカ党)
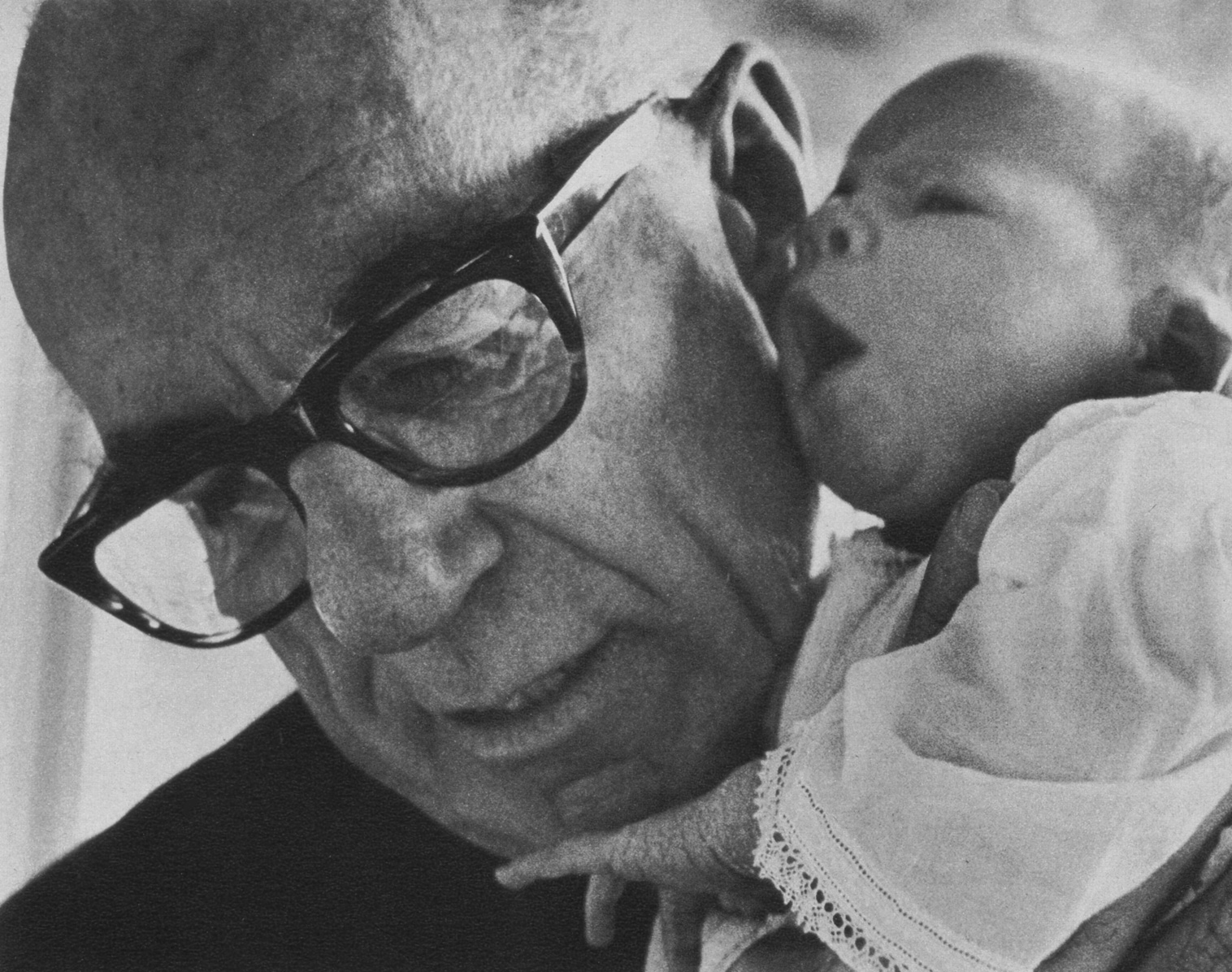
ベンジャミン・スポック、医師(大衆党)

- リンダ・ジェネス、政治活動家(社会主義労働者党)
- ジョン・ホスパーズ、南カリフォルニア大学教授(リバタリアン党)

アメリカ党（アメリカ独立党）は当初、1968年の大統領選に同党から出馬したジョージ・ウォレス(当時アラバマ州知事)の擁立に動いたものの、1972年5月にウォレスが銃撃を受けて下半身不随になったことから擁立を断念。結局のところ同党からは、共和党下院議員ジョン・G・シュミッツが出馬した。シュミッツは32州の候補者名簿に載り、一般選挙で1,099,482票もの得票を収めたものの、選挙人は1人も獲得できなかった。シュミッツは、1990年代後半にその娘であるメアリー・ケイ・ルトーノーが法的に罰せられる児童レイプ罪で逮捕されたときに再度ニュースに登場した。
新しく結成されたリバタリアン党のジョン・ホスパーズはコロラド州とワシントン州のみ候補者名簿に載り、一般投票で5,573票を得た。しかし、ホスパーズはバージニア州の共和党不満分子から選挙人票1票を得た。その副大統領候補セオドラ・N・ネイサンは、アメリカ合衆国史の中で選挙人票を獲得した最初の女性になった。
ベンジャミン・スポックは1971年に結成した大衆党に指名された。

## 一般選挙

### 選挙運動
ジョージ・マクガヴァンは、ベトナム戦争の早期終結と福祉政策を謳った綱領で出馬した。しかし当初の副大統領候補にからむ電気ショック療法論議や予備選挙での民主党内部の対立が尾を引く格好になり、多くの有力な民主党員が選挙運動から距離を置いたことで大きく躓いた。マクガヴァンの存在がこれらの要因で弱められ、共和党はマクガヴァンを左翼の過激主義者と印象づけることに成功し、マクガヴァンはニクソンに61%対38％という大差で敗れた。ニクソンが得た一般選挙での得票率は、1964年の選挙でリンドン・ジョンソンが得た最高得票率にわずかに及ばないだけであり、得票率差はわずかに上回った。ニクソンは49州で多数となり（マクガヴァンの出身州サウスダコタ州を含む）、マサチューセッツ州とワシントンD.C.を失っただけで、選挙人選挙では一方的な結果になった。
このようにニクソンは、政敵と目されるものにレッテルを貼るという攻撃的な政策で辛辣な選挙運動を展開した。その選挙参謀は、選挙中に民主党の情報を盗むという『ウォーターゲート事件』を起こした。ニクソン自身がこの盗聴行為にどの程度関わっていたかは明らかになっていないが、その後の隠蔽工作で使った戦術が結果的に大衆の支持を失うことになり、74年の辞任に繋がった。また、学校での人種差別「撤廃に対する圧力を下げ」、一方で黒人のための「連邦の関与を制限する」ニクソンの政策の悪質さを、有権者は見破れなかった。共和党の支持基盤を南部に拡大しようとする、いわゆる「南部戦略」は中西部・南部のブルーカラーの労働者だけでなく、72年選挙では中産階級・上流階級にも支持された。これ以降、南北戦争やルーズベルトのニュー・ディ－ル政策以来、従来は民主党が優勢であったディープサウスは、徐々に共和党の牙城へと転換することになる。
投票は11月7日に行われた。この選挙は投票率わずかに55％という大統領選挙としては1948年以来となる低率になった。前回選挙に比べて投票率が急落した一因は、アメリカ合衆国憲法修正第26条の批准によって18歳まで選挙権が拡大されたことが挙げられる。

### 結果
| 大統領選の結果                          |                  |            |            |              |                                           |              |
| 大統領候補者 出身州                     | 党               | 得票数     | 得票率     | 選挙人得票数 | 副大統領候補者 出身州                     | 選挙人得票数 |
| リチャード・ニクソン カリフォルニア州   | 共和党           | 47,168,710 | 60.7%      | 520          | スピロ・アグニュー メリーランド州         | 520          |
| ジョージ・マクガヴァン サウスダコタ州   | 民主党           | 29,173,222 | 37.5%      | 17           | サージェント・シュライバー メリーランド州 | 17           |
| ジョン・ホスパーズ カリフォルニア州     | リバタリアン党   | 3,674      | 0.0%       | 1(a)         | セオドラ・N・ネイサン オレゴン州          | 1(a)         |
| ジョン・G・シュミッツ カリフォルニア州  | アメリカ党       | 1,100,868  | 1.4%       | 0            | トマス・アンダーソン テネシー州           | 0            |
| リンダ・ジェネス ジョージア州           | 社会主義労働者党 | 83,380(b)  | 0.1%       | 0            | アンドリュー・プーリー イリノイ州         | 0            |
| ベンジャミン・スポック カリフォルニア州 | 大衆党           | 78,759     | 0.1%       | 0            | ジュリアス・ホブソン ワシントンD.C        | 0            |
| その他                                  | -                | 135,414    | 0.2%       | 0            | -                                         | 0            |
| 合計                                    | 合計             | 77,744,027 | 100%       | 538          | -                                         | 538          |
| 選出必要数                              | 選出必要数       | 選出必要数 | 選出必要数 | 270          | -                                         | 270          |

(a)バージニア州の造反選挙人ロジャー・マクブライドはリチャード・ニクソンとスピロ・アグニューへの投票を誓約していたが、自由主義党候補者のジョン・ホスパーズとセオドラ・N・ネイサンに投票した。

(b)アリゾナ州ピマ郡とヤヴァパイ郡では、二大政党候補者と社会主義労働者党リンダ・ジェネスへの票を二重に集計した。裁判所は両郡に集計やり直しを命じた。その結果、ジェネスはピーマ郡とヤバパイ郡それぞれで得票率16％と8％となった。アリゾナ州でジェネスが得た得票数30,945票のうち30,579票はこの2郡のものであった。幾つかの資料ではこのジェネスの票を集計に入れていない。

#### 州ごとの結果
| ニクソン/アグニューが勝利した州       |
| マクガヴァン/シュライバーが勝利した州 |

|                      |          | リチャード・ニクソン 共和党 | リチャード・ニクソン 共和党 | リチャード・ニクソン 共和党 | ジョージ・マクガヴァン 民主党 | ジョージ・マクガヴァン 民主党 | ジョージ・マクガヴァン 民主党 | ジョン・シュミッツ アメリカ党 | ジョン・シュミッツ アメリカ党 | ジョン・シュミッツ アメリカ党 | ジョン・ホスパーズ リバタリアン党 | ジョン・ホスパーズ リバタリアン党 | ジョン・ホスパーズ リバタリアン党 | 票差       | 票差   | 州計       | 州計 |
| 州                   | 選挙人数 | #                           | %                           | 選挙人数                    | #                             | %                             | 選挙人数                      | #                             | %                             | 選挙人数                      | #                                 | %                                 | 選挙人数                          | #          | %      | #          |      |
| -------------------- | -------- | --------------------------- | --------------------------- | --------------------------- | ----------------------------- | ----------------------------- | ----------------------------- | ----------------------------- | ----------------------------- | ----------------------------- | --------------------------------- | --------------------------------- | --------------------------------- | ---------- | ------ | ---------- | ---- |
| アラバマ州           | 9        | 728,701                     | 72.43                       | 9                           | 256,923                       | 25.54                         |                               | 11,918                        | 1.18                          |                               |                                   |                                   |                                   | 471,778    | 46.89  | 1,006,093  | AL   |
| アラスカ州           | 3        | 55,349                      | 58.13                       | 3                           | 32,967                        | 34.62                         |                               | 6,903                         | 7.25                          |                               |                                   |                                   |                                   | 22,382     | 23.51  | 95,219     | AK   |
| アリゾナ州           | 6        | 402,812                     | 61.64                       | 6                           | 198,540                       | 30.38                         |                               | 21,208                        | 3.25                          |                               |                                   |                                   |                                   | 204,272    | 31.26  | 653,505    | AZ   |
| アーカンソー州       | 6        | 445,751                     | 68.82                       | 6                           | 198,899                       | 30.71                         |                               | 3,016                         | 0.47                          |                               |                                   |                                   |                                   | 246,852    | 38.11  | 647,666    | AR   |
| カリフォルニア州     | 45       | 4,602,096                   | 55.00                       | 45                          | 3,475,847                     | 41.54                         |                               | 232,554                       | 2.78                          |                               | 980                               | 0.01                              |                                   | 1,126,249  | 13.46  | 8,367,862  | CA   |
| コロラド州           | 7        | 597,189                     | 62.61                       | 7                           | 329,980                       | 34.59                         |                               | 17,269                        | 1.81                          |                               | 1,111                             | 0.12                              |                                   | 267,209    | 28.01  | 953,884    | CO   |
| コネチカット州       | 8        | 810,763                     | 58.57                       | 8                           | 555,498                       | 40.13                         |                               | 17,239                        | 1.25                          |                               |                                   |                                   |                                   | 255,265    | 18.44  | 1,384,277  | CT   |
| デラウェア州         | 3        | 140,357                     | 59.60                       | 3                           | 92,283                        | 39.18                         |                               | 2,638                         | 1.12                          |                               |                                   |                                   |                                   | 48,074     | 20.41  | 235,516    | DE   |
| D.C.                 | 3        | 35,226                      | 21.56                       |                             | 127,627                       | 78.10                         | 3                             |                               |                               |                               |                                   |                                   |                                   | −92,401    | −56.54 | 163,421    | DC   |
| フロリダ州           | 17       | 1,857,759                   | 71.91                       | 17                          | 718,117                       | 27.80                         |                               |                               |                               |                               |                                   |                                   |                                   | 1,139,642  | 44.12  | 2,583,283  | FL   |
| ジョージア州         | 12       | 881,496                     | 75.04                       | 12                          | 289,529                       | 24.65                         |                               | 812                           | 0.07                          |                               |                                   |                                   |                                   | 591,967    | 50.39  | 1,174,772  | GA   |
| ハワイ州             | 4        | 168,865                     | 62.48                       | 4                           | 101,409                       | 37.52                         |                               |                               |                               |                               |                                   |                                   |                                   | 67,456     | 24.96  | 270,274    | HI   |
| アイダホ州           | 4        | 199,384                     | 64.24                       | 4                           | 80,826                        | 26.04                         |                               | 28,869                        | 9.30                          |                               |                                   |                                   |                                   | 118,558    | 38.20  | 310,379    | ID   |
| イリノイ州           | 26       | 2,788,179                   | 59.03                       | 26                          | 1,913,472                     | 40.51                         |                               | 2,471                         | 0.05                          |                               |                                   |                                   |                                   | 874,707    | 18.52  | 4,723,236  | IL   |
| インディアナ州       | 13       | 1,405,154                   | 66.11                       | 13                          | 708,568                       | 33.34                         |                               |                               |                               |                               |                                   |                                   |                                   | 696,586    | 32.77  | 2,125,529  | IN   |
| アイオワ州           | 8        | 706,207                     | 57.61                       | 8                           | 496,206                       | 40.48                         |                               | 22,056                        | 1.80                          |                               |                                   |                                   |                                   | 210,001    | 17.13  | 1,225,944  | IA   |
| カンザス州           | 7        | 619,812                     | 67.66                       | 7                           | 270,287                       | 29.50                         |                               | 21,808                        | 2.38                          |                               |                                   |                                   |                                   | 349,525    | 38.15  | 916,095    | KS   |
| ケンタッキー州       | 9        | 676,446                     | 63.37                       | 9                           | 371,159                       | 34.77                         |                               | 17,627                        | 1.65                          |                               |                                   |                                   |                                   | 305,287    | 28.60  | 1,067,499  | KY   |
| ルイジアナ州         | 10       | 686,852                     | 65.32                       | 10                          | 298,142                       | 28.35                         |                               | 52,099                        | 4.95                          |                               |                                   |                                   |                                   | 388,710    | 36.97  | 1,051,491  | LA   |
| メイン州             | 4        | 256,458                     | 61.46                       | 4                           | 160,584                       | 38.48                         |                               | 117                           | 0.03                          |                               | 1                                 | 0.00                              |                                   | 95,874     | 22.98  | 417,271    | ME   |
| メリーランド州       | 10       | 829,305                     | 61.26                       | 10                          | 505,781                       | 37.36                         |                               | 18,726                        | 1.38                          |                               |                                   |                                   |                                   | 323,524    | 23.90  | 1,353,812  | MD   |
| マサチューセッツ州   | 14       | 1,112,078                   | 45.23                       |                             | 1,332,540                     | 54.20                         | 14                            | 2,877                         | 0.12                          |                               | 43                                | 0.00                              |                                   | −220,462   | −8.97  | 2,458,756  | MA   |
| ミシガン州           | 21       | 1,961,721                   | 56.20                       | 21                          | 1,459,435                     | 41.81                         |                               | 63,321                        | 1.81                          |                               |                                   |                                   |                                   | 502,286    | 14.39  | 3,490,325  | MI   |
| ミネソタ州           | 10       | 898,269                     | 51.58                       | 10                          | 802,346                       | 46.07                         |                               | 31,407                        | 1.80                          |                               |                                   |                                   |                                   | 95,923     | 5.51   | 1,741,652  | MN   |
| ミシシッピ州         | 7        | 505,125                     | 78.20                       | 7                           | 126,782                       | 19.63                         |                               | 11,598                        | 1.80                          |                               |                                   |                                   |                                   | 378,343    | 58.57  | 645,963    | MS   |
| ミズーリ州           | 12       | 1,154,058                   | 62.29                       | 12                          | 698,531                       | 37.71                         |                               |                               |                               |                               |                                   |                                   |                                   | 455,527    | 24.59  | 1,852,589  | MO   |
| モンタナ州           | 4        | 183,976                     | 57.93                       | 4                           | 120,197                       | 37.85                         |                               | 13,430                        | 4.23                          |                               |                                   |                                   |                                   | 63,779     | 20.08  | 317,603    | MT   |
| ネブラスカ州         | 5        | 406,298                     | 70.50                       | 5                           | 169,991                       | 29.50                         |                               |                               |                               |                               |                                   |                                   |                                   | 236,307    | 41.00  | 576,289    | NE   |
| ネバダ州             | 3        | 115,750                     | 63.68                       | 3                           | 66,016                        | 36.32                         |                               |                               |                               |                               |                                   |                                   |                                   | 49,734     | 27.36  | 181,766    | NV   |
| ニューハンプシャー州 | 4        | 213,724                     | 63.98                       | 4                           | 116,435                       | 34.86                         |                               | 3,386                         | 1.01                          |                               |                                   |                                   |                                   | 97,289     | 29.12  | 334,055    | NH   |
| ニュージャージー州   | 17       | 1,845,502                   | 61.57                       | 17                          | 1,102,211                     | 36.77                         |                               | 34,378                        | 1.15                          |                               |                                   |                                   |                                   | 743,291    | 24.80  | 2,997,229  | NJ   |
| ニューメキシコ州     | 4        | 235,606                     | 61.05                       | 4                           | 141,084                       | 36.56                         |                               | 8,767                         | 2.27                          |                               |                                   |                                   |                                   | 94,522     | 24.49  | 385,931    | NM   |
| ニューヨーク州       | 41       | 4,192,778                   | 58.54                       | 41                          | 2,951,084                     | 41.21                         |                               |                               |                               |                               |                                   |                                   |                                   | 1,241,694  | 17.34  | 7,161,830  | NY   |
| ノースカロライナ州   | 13       | 1,054,889                   | 69.46                       | 13                          | 438,705                       | 28.89                         |                               | 25,018                        | 1.65                          |                               |                                   |                                   |                                   | 616,184    | 40.58  | 1,518,612  | NC   |
| ノースダコタ州       | 3        | 174,109                     | 62.07                       | 3                           | 100,384                       | 35.79                         |                               | 5,646                         | 2.01                          |                               |                                   |                                   |                                   | 73,725     | 26.28  | 280,514    | ND   |
| オハイオ州           | 25       | 2,441,827                   | 59.63                       | 25                          | 1,558,889                     | 38.07                         |                               | 80,067                        | 1.96                          |                               |                                   |                                   |                                   | 882,938    | 21.56  | 4,094,787  | OH   |
| オクラホマ州         | 8        | 759,025                     | 73.70                       | 8                           | 247,147                       | 24.00                         |                               | 23,728                        | 2.30                          |                               |                                   |                                   |                                   | 511,878    | 49.70  | 1,029,900  | OK   |
| オレゴン州           | 6        | 486,686                     | 52.45                       | 6                           | 392,760                       | 42.33                         |                               | 46,211                        | 4.98                          |                               |                                   |                                   |                                   | 93,926     | 10.12  | 927,946    | OR   |
| ペンシルベニア州     | 27       | 2,714,521                   | 59.11                       | 27                          | 1,796,951                     | 39.13                         |                               | 70,593                        | 1.54                          |                               |                                   |                                   |                                   | 917,570    | 19.98  | 4,592,105  | PA   |
| ロードアイランド州   | 4        | 220,383                     | 53.00                       | 4                           | 194,645                       | 46.81                         |                               | 25                            | 0.01                          |                               | 2                                 | 0.00                              |                                   | 25,738     | 6.19   | 415,808    | RI   |
| サウスカロライナ州   | 8        | 478,427                     | 70.58                       | 8                           | 189,270                       | 27.92                         |                               | 10,166                        | 1.50                          |                               |                                   |                                   |                                   | 289,157    | 42.66  | 677,880    | SC   |
| サウスダコタ州       | 4        | 166,476                     | 54.15                       | 4                           | 139,945                       | 45.52                         |                               |                               |                               |                               |                                   |                                   |                                   | 26,531     | 8.63   | 307,415    | SD   |
| テネシー州           | 10       | 813,147                     | 67.70                       | 10                          | 357,293                       | 29.75                         |                               | 30,373                        | 2.53                          |                               |                                   |                                   |                                   | 455,854    | 37.95  | 1,201,182  | TN   |
| テキサス州           | 26       | 2,298,896                   | 66.20                       | 26                          | 1,154,291                     | 33.24                         |                               | 7,098                         | 0.20                          |                               |                                   |                                   |                                   | 1,144,605  | 32.96  | 3,472,714  | TX   |
| ユタ州               | 4        | 323,643                     | 67.64                       | 4                           | 126,284                       | 26.39                         |                               | 28,549                        | 5.97                          |                               |                                   |                                   |                                   | 197,359    | 41.25  | 478,476    | UT   |
| バーモント州         | 3        | 117,149                     | 62.66                       | 3                           | 68,174                        | 36.47                         |                               |                               |                               |                               |                                   |                                   |                                   | 48,975     | 26.20  | 186,947    | VT   |
| バージニア州         | 12       | 988,493                     | 67.84                       | 11                          | 438,887                       | 30.12                         |                               | 19,721                        | 1.35                          |                               |                                   |                                   | 1                                 | 549,606    | 37.72  | 1,457,019  | VA   |
| ワシントン州         | 9        | 837,135                     | 56.92                       | 9                           | 568,334                       | 38.64                         |                               | 58,906                        | 4.00                          |                               | 1,537                             | 0.10                              |                                   | 268,801    | 18.28  | 1,470,847  | WA   |
| ウェストバージニア州 | 6        | 484,964                     | 63.61                       | 6                           | 277,435                       | 36.39                         |                               |                               |                               |                               |                                   |                                   |                                   | 207,529    | 27.22  | 762,399    | WV   |
| ウィスコンシン州     | 11       | 989,430                     | 53.40                       | 11                          | 810,174                       | 43.72                         |                               | 47,525                        | 2.56                          |                               |                                   |                                   |                                   | 179,256    | 9.67   | 1,852,890  | WI   |
| ワイオミング州       | 3        | 100,464                     | 69.01                       | 3                           | 44,358                        | 30.47                         |                               | 748                           | 0.51                          |                               |                                   |                                   |                                   | 56,106     | 38.54  | 145,570    | WY   |
| 合計:                | 538      | 47,168,710                  | 60.67                       | 520                         | 29,173,222                    | 37.52                         | 17                            | 1,100,868                     | 1.42                          | 0                             | 3,674                             | 0.00                              | 1                                 | 17,995,488 | 23.15  | 77,744,027 | US   |

### 接戦だった州（投票率差10％未満）
青字は民主党、赤字は共和党が勝利したことを示す。数字は得票率の差。
1. ミネソタ州, 5.51%
2. ロードアイランド州, 6.19%
3. サウスダコタ州, 8.63%
4. マサチューセッツ州, 8.97%
5. ウィスコンシン州, 9.68%

この選挙では以下のような記録があった。
- 1960年から現在まで、ミネソタ州が共和党候補者を支持したことでは唯一のものである。
- 共和党候補者が全南部州を制したことでは初めての選挙となった。アーカンソー州は共和党に鞍替えしたことでは最後の州になった。同州は1972年以前で民主党以外の候補者が制したことは2回だけだった。1872年の共和党ユリシーズ・グラントと1964年第3の政党のジョージ・ウォレスだった。ニクソンは1968年にフロリダ州、ケンタッキー州、ノースカロライナ州、サウスカロライナ州、テネシー州およびバージニア州を制しており、バリー・ゴールドウォーターは1964年にアラバマ州、ジョージア州、ルイジアナ州、ミシシッピ州およびサウスカロライナ州を制していた。サウスカロライナ州以外のゴールドウォーターが制した州は1968年にはウォレスが制した。
- ハンター・S・トンプソンの著書『72年選挙運動の道筋での恐怖と嫌悪』は、選挙までの1年間と選挙運動について情報があり超現実的な内部関与者の見聞を伝えている。
- アリス・クーパー・バンドのアリス・クーパー（ビンセント・デイモン・ファーニア）は1972年の選挙にそのグループのアルバム『億万長者の赤ちゃん』を販促する宣伝行為として参加し、アルバムは1973年に発売になった。このショック・ロックのバンドは得票しなかったが、選挙運動の歌『選ばれた』がヒットした。